# Posaunist

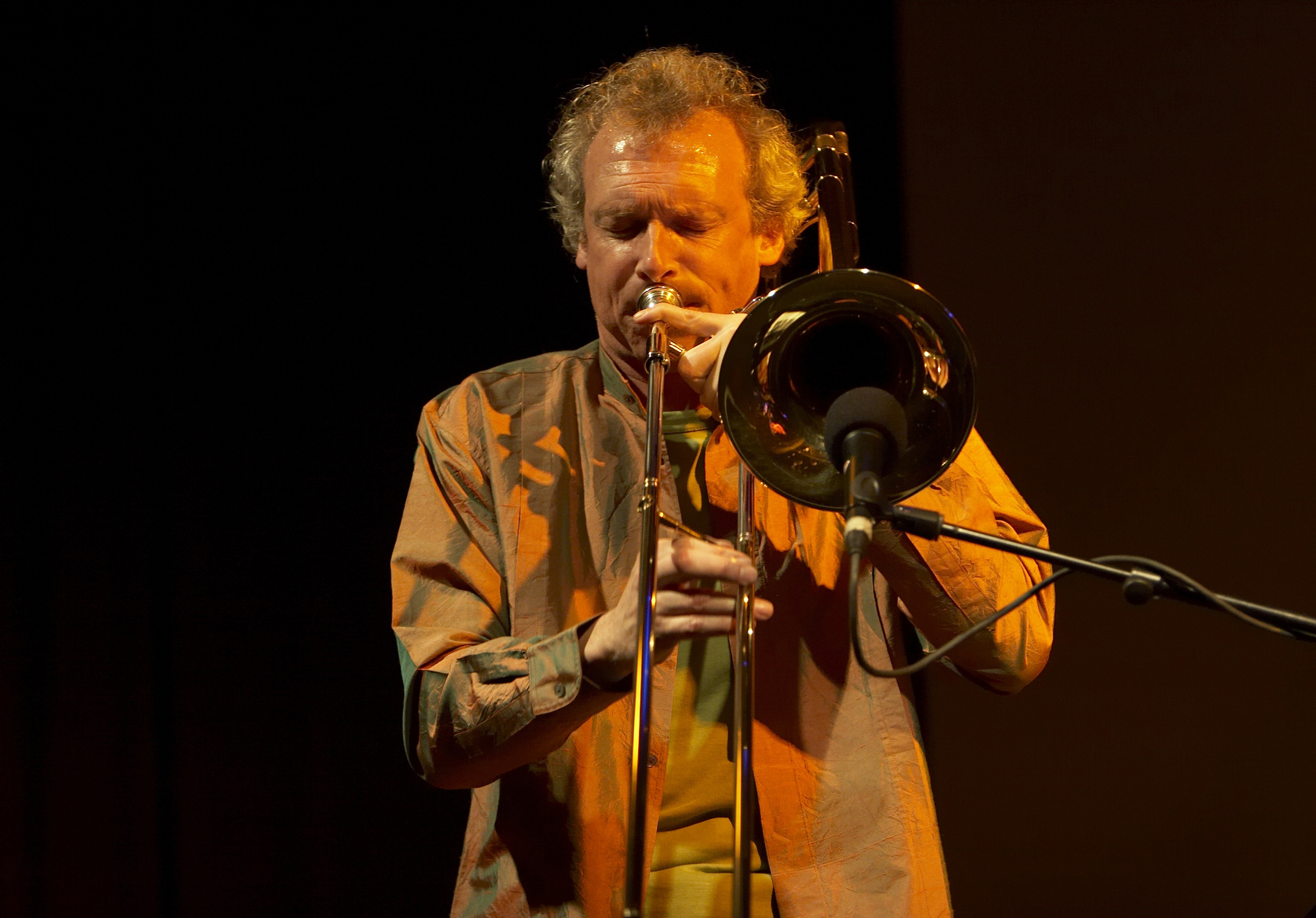
Der österreichische Posaunist Christian Muthspiel

Ein Posaunist ist ein Musiker, der Posaune spielt. Dies kann solistisch, in Ensembles und in Orchestern geschehen. Als Berufsgruppe sind die Posaunisten in den Opern- und Sinfonieorchestern zu nennen.
Es wird je nach Tätigkeit zwischen dem 1. Posaunisten (Soloposaunist) (hohe Tonlage), 2. Posaunist (mittlere Tonlage) und dem Bassposaunist (3. Posaune) (tiefe Tonlage) unterschieden. Daneben gibt es noch die Spezialgebiete wie Altposaune (z. B. in Werken von Franz Schubert) oder Kontrabassposaune (bei Richard Wagner). Im Jazz (Albert Mangelsdorff) und in der Unterhaltungsmusik sind die Instrumente enger gebaut als im sinfonischen Bereich und erfordern eine andere Spielweise.
Bekannte Musiker finden sich in der Liste von Posaunisten.
Die Posaune oder andere Blechblasinstrumente zu spielen galt lange Zeit als unschicklich für Frauen. Die Soloposaunistin Abbie Conant erstritt sich ihre Position im Orchester, für die sie eingestellt worden war, erst wieder durch einen Gerichtsprozess, nachdem Dirigent Sergiu Celibidache sie mit der Begründung, sie bringe als Frau die physischen Anforderungen nicht mit, auf die Stelle der zweiten Posaune zurückgestuft hatte.